# Burevartotjente
Burevartotjente är en sjö i Krokoms kommun i Jämtland och ingår i Indalsälvens huvudavrinningsområde. Sjön har en area på 0,0588 kvadratkilometer och ligger 757,1 meter över havet. Burevartotjente ligger i Gråberget-Hotagsfjällen Natura 2000-område.

## Delavrinningsområde
Burevartotjente ingår i det delavrinningsområde (711831-144070) som SMHI kallar för Utloppet av Stor-Stensjön. Medelhöjden är 672 meter över havet och ytan är 16,14 kvadratkilometer. Räknas de 8 avrinningsområdena uppströms in blir den ackumulerade arean 53,17 kvadratkilometer. Ammersån som avvattnar avrinningsområdet har biflödesordning 2, vilket innebär att vattnet flödar genom totalt 2 vattendrag innan det når havet efter 301 kilometer. Avrinningsområdet består mestadels av skog (61 procent) och sankmarker (22 procent). Avrinningsområdet har 2,63 kvadratkilometer vattenytor vilket ger det en sjöprocent på 16,3 procent.